# SN 2009bh
SN 2009bh – supernowa typu Ic odkryta 17 marca 2009 roku w galaktyce A122450+0825. W momencie odkrycia miała maksymalną jasność 19,60m.